# Kang Tae-joo
Kang Tae-joo (hangul: 강태주, nascido em 19 de maio de 1995) é um ator e modelo sul-coreano. Ele é conhecido pelas séries dramáticas de televisão Missing: The Other Side (2020) e Hello, Me! (2021).

## Carreira
Kang estudou no Departamento de Mídia e Artes Visuais da Universidade de Kwangwoon. Ele estreou como modelo publicitário em 2018 e, em 2019, fez sua estreia como ator no papel principal no web drama "Today's Peaceful Secondhand Country". Na mesma época, Kang assinou um contrato exclusivo com sua agência, UL Entertainment.
No entanto, o drama não foi lançado imediatamente e, em vez disso, foi lançado em 2021 como um web drama da Naver TV. "Today's Peaceful Secondhand Country" é um romance juvenil realista ambientado em um site de comércio de segunda mão, escrito pelo roteirista Choi Soo-young e dirigido por Kim Jae-hong. Kang desempenhou o papel de Yoo Eun-ho.
Então, aos olhos do público, a estreia de Kang foi em 2020, quando ele fez sua estreia na televisão na primeira temporada da série dramática da OCN, Missing: The Other Side. Kang desempenhou o papel de Kang Dae-sung, um funcionário do serviço público no centro comunitário onde Jong-ah (Ahn So-hee) trabalhava. No entanto, ele também era um ídolo estagiário e trabalhava meio período na loja de penhores de Jong-ah. Sua atuação como uma personalidade curiosa e espirituosa despertou uma curiosidade crescente sobre o ator novato Kang.
Em 2021, Kang interpretou Min Kyung-sik na comédia de mistério Hello, Me!, Min Kyung-sik é o único gerente de Anthony (Eum Moon-seok). O desempenho de Kang foi recebido positivamente pelos telespectadores devido ao seu excelente relacionamento com Park Jung-man (Choi Dae-cheol), o CEO da agência. Apesar do comportamento tirânico de Anthony, Min consistentemente exalava uma energia positiva e trouxe leveza com suas performances cômicas.
No mesmo ano, Kang foi selecionado para o papel principal de Marco no filme de Park Hoon-jung, The Childe, depois de enfrentar uma dura concorrência com uma taxa de 1:1980. Kang passou por três rodadas de testes e acabou sendo escolhido devido às suas performances impressionantes. Ele trabalhou incansavelmente para aperfeiçoar suas falas em inglês. Apesar de ter um físico esguio, Marco é boxeador em lutas ilegais de boxe. Kang passou por intenso treinamento com atletas de nível nacional para se preparar para a função, com foco no desenvolvimento de massa muscular magra e na transformação física. O processo ajudou a criar um retrato convincente de Marco como boxeador. Ele mesmo executou a maioria das cenas de ação, sem dublês.
Kang aparece ao lado de Kim Seon-ho, Kim Kang-woo e Go Ara. A fotografia principal do filme começou em 10 de dezembro de 2021. Seu filme de estreia, The Childe, foi lançado na Coreia do Sul em 21 de junho de 2023.

## Filmografia

### Filme
| Ano  | Título     | Título  | Papel     | Ref.   |
| Ano  | Inglês     | coreano | Papel     | Ref.   |
| ---- | ---------- | ------- | --------- | ------ |
| 2023 | The Childe | 귀공자  | Marco Han | [ 16 ] |

### Televisão
| Ano  | Título                  | Título              | Papel         | Ref. |
| Ano  | Inglês                  | coreano             | Papel         | Ref. |
| ---- | ----------------------- | ------------------- | ------------- | ---- |
| 2020 | Missing: The Other Side | 미씽: 그들이 있었다 | Kang Dae-sung | OCN  |
| 2021 | Hello, Me!              | 안녕? 나야!         | Min Kyung-sik | KBS  |

### Webséries
| Ano  | Título                              | Título                   | Papel      | Ref.                       |
| Ano  | Inglês                              | coreano                  | Papel      | Ref.                       |
| ---- | ----------------------------------- | ------------------------ | ---------- | -------------------------- |
| 2021 | Today's Peaceful Secondhand Country | 오늘도 평화로운 중고나라 | Yoo Eun Ho | Web drama da Naver TV      |
| 2023 | Pachinko: 2° Temporada              | Pachinko: 2° Temporada   | A definir  | Série original da Apple TV |

## Prêmios e indicações
| Cerimônia de premiação          | Ano  | Categoria                                                     | Nomeado/Trabalho | Resultado | Ref.   |
| ------------------------------- | ---- | ------------------------------------------------------------- | ---------------- | --------- | ------ |
| Buil Film Awards                | 2023 | Prêmio Estrela Popular                                        | The Childe       | Indicado  | [ 21 ] |
| 43º Golden Cinema Film Festival | 2023 | Prêmio de popularidade selecionado pelo diretor de fotografia | The Childe       | Venceu    | [ 22 ] |